# Sinibotia pulchra
Sinibotia pulchra és una espècie de peix de la família dels cobítids i de l'ordre dels cipriniformes.

## Morfologia
Fa 8,8 cm de llargària màxima.

## Alimentació
Es nodreix de gambes i de larves de quironòmids i d'efemèrids.

## Hàbitat i distribució geogràfica
És un peix d'aigua dolça, demersal i de clima subtropical (22 °C-26 °C), el qual viu a la conca del riu Perla al sud-est de la Xina (Fujian i Guangdong) i el nord del Vietnam. Comparteix el seu hàbitat amb Tor brevifilis, Onychostoma ovale, Onychostoma lini, Onychostoma gerlachi, Cirrhinus molitorella, Luciocyprinus langsoni, Saurogobio dabryi, Cobitis sinensis, Parabotia fasciata, Sinibotia robusta i Silurus asotus.

## Amenaces
Viu en àrees afectades per la construcció de preses i la contaminació de l'aigua.

## Observacions
És inofensiu per als humans.